# Wspólnota administracyjna Thiendorf
Wspólnota administracyjna Thiendorf (niem. Verwaltungsgemeinschaft Thiendorf) – dawna wspólnota administracyjna w Niemczech, w kraju związkowym Saksonia, w powiecie Miśnia. Siedziba wspólnoty znajdowała się w miejscowości Thiendorf. Do 29 lutego 2012 w okręgu administracyjnym Drezno.
Wspólnota administracyjna zrzeszała dwie gminy wiejskie: 
- Tauscha
- Thiendorf

1 stycznia 2016 wspólnota została rozwiązana a gmina Tauscha została przyłączona do gminy Thiendorf.